# Société du Jardin Berset
La Société du Jardin Berset est une société littéraire et artistique lavalloise. Fondée en 1763, elle disparaît en 1792. À Laval, à l'instar de plusieurs villes de France, de petites académies sont créées à la fin du XVIIIe siècle. Certaines, telle le Cercle Louis XVI à Nantes subsistent de nos jours. À cette époque, presque partout se formèrent des clubs, que l'on appela plus généralement des sociétés.

## Historique

### Jardin du Vaumorin
Le 8 décembre 1755, René Pichot de la Graverie insère cette note dans son recueil de Sentences : J'ay proposé une association d'un bail du jardin de M. Le Clerc de Vaumorin et, à la prière des associés, j'ay dressé le bail à ferme et les statuts et règlements de cette société, lesquels ont été lus, examinés, approuvés dans une assemblée générale des associés et par eux signés ce jourd'huy 8 décembre 1755..
Le fondateur projetait d'y faire venir les gazettes, journaux et mercures, d'y installer une bibliothèque où l'on pût consulter les grands dictionnaires tels que le Dictionnaire de Trévoux et Moréri, d'y tenir des conférences utiles, agréables et curieuses un jour peut-être d'y former une espèce d'académie.
Le chroniqueur Guitet de la Houllerie consigne : Vers la fin de cette année 1755, écrit-il, a été exécuté le projet d'avoir un jardin où l'on pût former une société et aller prendre un divertissement honnête ; on a pris à ferme pour neuf ans un jardin situé au haut de la rue des Chevaux, appartenant à M. Le Clerc de Vaumorin. La société de quatre-vingts personnes est composée de presque tous les officiers des sièges, de gentilshommes, de bourgeois et de négociants. M. Pichot de la Graverie, juge civil, est le secrétaire et président.
Pichot de la Graverie réunit autour de lui presque tous les officiers du siège de Laval.

### Création
On ne sait s'il y a eu scission au sein de la société Vaumorin, ou si d'autres habitants de Laval ont imité cette initiative. Le 16 avril 1763, quelques Lavallois se réunissaient chez
Jean-Baptiste Berset, seigneur d'Hauterive et arrêtaient avec lui les conditions du bail d'un pavillon et d'un jardin lui appartenant, situés en la rue du Marchis.

### Membres fondateurs
C'est à la bourgeoisie, aspirant souvent à la noblesse qui compose le cercle.
La minute était signée de:
- Jean-Baptiste Berset, qui entrait dans la nouvelle société,
- Jean-Baptiste Laureau de l'Enaudière[6], conseiller du Roi, président du siège de l'Élection de Laval,
- Ambroise Letourneur de la Borde[7], conseiller du Roi, juge au siège de l'Élection de Laval,
- Jean-Pierre Guérin de la Marche, conseiller du Roi, contrôleur au grenier à sel de Laval,
- Mathurin-Louis Bidault de la Touche, ancien capitaine au régiment de Piémont, chevalier de l'ordre royal et militaire de Saint-Louis,
- François Richard de la Mitrie, négociant, et
- René Le Lamier, sieur des Prés-Neufs, avocat au siège ordinaire de Laval.

Au traité ainsi rédigé et signé déclarèrent s'associer :
- Pierre du Parc de la Provôtière[8],
- Louis Le Duc[9], avocat,
- François Martin de la Blanchardière[10], avocat,
- Nicolas Seigneur du Hallay[11], avocat,
- Duchemin d'Auvais,
- Pierre-François Hoisnard de la Malonière[12], négociant,
- Duchemin du Bois du Pin,
- Jean-René Hardy[13], avocat,
- Auguste-François Ruffin[14], magistrat,
- Pierre-Jacques Duchemin de la Morinière[15], négociant,
- Douard de Vauraimbault, médecin,
- François Le Balleur[16], sénéchal de Thévalles,
- Richard de la Motte,
- Couanier de la Vivancière, négociant,
- François-Marie Gaultier de Vaucenay[17],
- Taupin de la Frardière[18],
- François Lasnier de Vaucenay, négociant,
- Valleteau de Chabrefis, écuyer, contrôleur général des gabelles,
- de Vaudichon, entreposeur des tabacs,
- Duchemin de Beaucoudray, négociant,
- Duchemin de la Brochardière, avocat au Parlement,
- d'Aubert de Launay, écuyer,
- Jacques Beaumenil,
- René Enjubault de la Roche, avocat,
- le chevalier de Tournely[19],
- Foucault de Laubinière[20], président des traites foraines de Laval,
- Foucault de la Morinière, avocat
- Perrier de la Girardière, négociant, et
- Berset, propriétaire du jardin.

### Statuts
Quelques jours plus tard, les sociétaires se réunissent pour approuver les statuts et voter quelques dispositions réglementaires. Ils élisent pour président François Martin de la Blanchardière, pour receveur M. de Vaudichon. Les statuts approuvés par l'assemblée comprennent quatorze articles et précédés d'un préambule où sont exposés les avantages et le but de la Société,.
Les statuts sont adoptés. Au mois d'août suivant, on modifiait l'article Ier du règlement en portant à quarante-cinq le nombre des associés : les dix nouveaux membres étaient :
- Jean Duchemin de Beaucoudray[25],
- Delauney, avocat,
- du Mesnil, écuyer,
- Guillaume Foucault de Vauguyon[26], bourgeois,
- René Richard de la Fournière[27], négociant,
- Brémont,
- Louis Carvoisin d'Armencourt[28],
- Desprès de Bussy[29],
- Coupel de Bellée et
- Blanchet.

### Fonctionnement
La société fonctionnait.
Les procès-verbaux donnent avec exactitude les mutations des associés : les uns meurent, les autres sont retenus au logis par leurs infirmités ou amenés par leurs affaires à quitter Laval ; encore en voit-on revenir après quelques années passées au loin, à Paris, en Espagne, aux Iles, où les a conduits le commerce des toiles.
Les autres sont les nouveaux élus, et l'abondance des demandes est telle qu'il faut à maintes fois modifier le règlement en augmentant le nombre des associés; mais on décrète toujours que cette augmentation est la dernière et ne sera jamais dépassée.

### Recrutements

#### 1763
Dès la fin de l'année 1763, le nombre des sociétaires est de 45.

#### 1764
En 1764, pas de réceptions.

#### 1765
En 1765, on mentionne le décès ou la démission de MM. de Tournely, Douard, Le Duc, Perier de la Girardière, Richard de la Mitrie, du chevalier du Mesnil, et leur remplacement par
- François-René-Pierre Bezongnart de la Plante[32],
- Duchemin du Tertre, négociant,
- René-François Plaichard Choltière, médecin,
- chevalier de la Barre,
- François de la Porte,
- Alexandre-Marc-René Laigneau[33].

#### 1766
En 1766, MM. Julien Richard l'aîné, Pierre-Louis Le Long, de Launay du Fresne, Corbinière, de Tournely succèdent à MM. d'Armencourt, du Parc de la Provôtière, Ruffin, d'Auvais des Loges, Hardy.

#### 1767
En 1767, MM. Gérard et Cassin remplacent M. Duchemin de Beaucoudray fils et feu M. Foucault de Vauguyon.

#### 1768
Le 8 mai 1768, l'assemblée décide d'augmenter de cinq le nombre des associés et de le porter à cinquante ; elle admet MM. Hardy de Courbusson et Douard de Vauraimbault et à la pluralité des voix MM. François-Charles-César d'Aubert., Emery-Jean Hardy de la Cherbonnerie et Pierre-François Sauvage de la Martinière, procureur au grenier à sel de Laval.

#### 1769
Pendant ce temps, la société du jardin Vaumorin se mourait : elle n'avait vécu que quatorze ans. Plusieurs de ses membres sollicitèrent leur admission parmi les associés du Jardin Berset. Ceux-ci se réunirent le 30 avril 1769 au sujet de cette requête et votèrent une augmentation de dix, en considération des instances de messieurs les récipiendaires, sans tirer conséquence pour l'avenir ; le 7 mai, on choisissait pour ces dix associés MM. Étienne Letourneur du Teilleul, le Chevalier d'Andigné, Leclerc des Saudrais, Urbain Courte de la Nouérie, Jacques Duchemin des Genetais, Pierre Périer du Bignon, Lasnier de Melian, Prudhomme de la Boucherie, François Richard de la Mitrie et Pierre-Joseph Perier de la Girardière. Dans les autres séances de l'année, on reçut Jean-Baptiste Duchemin de Mottejean, Daniel-Anne Gaultier de la Villaudray, Jean-Baptiste Guitet de la Houllerie, Gabriel Choquet et Jean Coustard du Plessis, à la place de MM. Martin de la Blanchardière, de la Borde, Richard de la Motte, Plaichard-Choltière, de Tournely.
La mort de Martin de la Blanchardière avait laissé vacante la présidence de la société : le 9 avril 1769, les associés élurent pour président M. d'Aubert de Launay.

#### 1770
L'année 1770 vit entrer René-François Gaultier de Vaucenay, Jean-Baptiste Duchemin de Boisjousse, Michel-Julien Dubois de Beauregard, en remplacement de MM. Le Lamier des Présneufs et d'Armancourt, décédés, et du chevalier d'Andigné, démissionnaire, et François Martin de Ligonnière et Du Mans de Chalais à la place de MM. Chabrefils et Cassin, exclus de la société.

#### 1771
En 1771, MM. Dolsegaray et François Lasnier de Vaucenay fils remplacèrent MM . Seigneur du Halay et Brémont, démissionnaires

#### 1772
Le 19 janvier 1772, l'assemblée admet « sans aller au scrutin » M. Berset à la place vacante par la démission de M. Gérard. Elle reçoit « ipso facto, sans tirer à conséquence pour l'avenir, par le désir qu'elle avait de voir M. Dubois l'aîné au nombre des associés, eu égard au temps qu'il y a qu'il a témoigné l'envie d'en être».
En octobre 1772, on admet sans scrutin M. Berset de Vaufleury, et on décide d'augmenter de dix le nombre des associés en acceptant André Guillet du Préau, Pierre Turpin de la Bertinière, Gombert de Pontenard, René des Mazières, Pierre-Joseph Périer de la Corbinière, François Le Clerc de la Galorière, Letourneur du Teilleul, Le Jay des Attelais, Le Breton de Villeneuve fils et Guitet de la Houillerie. Six semaines plus tard, à la fin de novembre, on vote encore une augmentation de huit membres au profit de Joseph Martin de la Tremblaye, Louis Corbineau, Le Breton de Villeneuve père, Noël Gaudin, Enjubault de la Roche, Leclerc de Beaulieu, Joseph-Nicolas Rousseau de Monfrand et Perier de l'Audugerie. Aussi décide-t-on, en cette même réunion, l'acquisition de deux jeux de trictrac supplémentaires.

#### 1773
En 1773 sont recrutés : Jérôme Frin de Coméré, Pichot de la Graverie, sénéchal de Saint-Ouèn, Letourneurs du Teilleul fils, qui remplacent MM. Hoisnard de la Malonnière et d'Aubert, décédés, et Guitet de la Houllerie, démissionnaire. Le 14 novembre, on élit M. Foucault de la Morinière, avocat, à la présidence devenue vacante par le décès de M. d'Aubert.

#### 1774
En 1774, trois admissions : MM. Turpin de la Tréhardière, Michel René François du Mans et Antoine Davrillé des Essarts, remplacent MM. Rousseau de Monfrand, Le Balleur, et Le Breton de Villeneuve père, démissionnaires. En 1775, Jean-François Gaudin, Duval, Frin des Touches, Leclerc de la Jubertière, succèdent à MM. Leclerc des Saudrais, de la Porte, avocat, Lasnier de Meillan, démissionnaires, et Courte de la Nouërie, décédé.

#### 1776
En 1776, une seule admission : M. Pierre Turpin est élu à la place vacante par la démission de M. Leclerc de Beaulieu.

#### 1777
En 1777, on décide d'acheter aux meilleures conditions un billard qui devra être placé dans la salle d'en bas ; les demandes d'admission amènent : François Duchemin de la Gimbretière fils, Lilavois de la Varenne. Joseph
Duchemin de Launay et Davrillé l'aîné, succédant à MM. Corbineau, « absent du pays », Lasnier père, Bidault de la Touche, Le Jay des Attelais.

#### 1778
Seul M. de la Porte-Méral est admis en 1778 : il remplace M. Le Long, démissionnaire.

#### 1779
En 1779, six vacances se produisent par les démissions de MM. Douard, Couanier de la Vivancière, de la Barre, Frin des Touches, et les décès de MM. Gaultier de la Villaudray et Perier de l'Audugerie ; les nouveaux associés sont MM. Jean-Baptiste Bigot, Claude Foucault des Bigottières, Joseph Gaultier de Saint-Cyr, Guitet des Nos, François Perier de la Saulais et Le Doyen.

#### 1780
Le 2 janvier 1780, la société décide de prendre une prolongation de cinq ans du bail à ferme du jardin de société aux conditions proposées par M. Berset d'Argentré, propriétaire du dit jardin, sçavoir que pendant les dites cinq années on payera 400 livres de ferme et que M. d'Argentré renoncera à la faculté d'expulser les associés même en les dédommageant, et que dans le cas où il vendrait le dit jardin, il sera tenu de charger les acquéreurs d'exécuter la même clause.. Dans une autre séance, M. Corbineau, de retour à Laval, est réadmis à la place de M. Bezongnard de la Plante.
Les évènements de la guerre font acheter des cartes géographiques et un almanach de la marine.

#### 1782
En 1782, M. Berset d'Argentré prend la place de M. Duchemin du Tertre, décédé, et M. Letourneurs de Mouette celle de M. Laigneau, qui est allé demeurer à Nantes.

#### 1783
En 1783, la mort enlève trois des associés, MM. Foucault de la Morinière, président, Perier du Fresne et Coustard du Plessis ; à leur place sont admis Jean Barbeu de la Couperie, lieutenant général, Jean Bidault de Cornesse et Ambroise Duchemin-Maisonneuve des Cepeaux ; M. Martin de Ligonnière est élu à la présidence, qu'il conservera jusqu'à la dissolution de la société.

#### 1784
En 1784, MM. Gaultier, de Mayenne, Léon Périer du Coudray et René Guays, remplacent MM. Prudhomme de la Boucherie, Gaultier de Vaucenay l'aîné et Delaunay-Gimbertière, « retiré à Nantes ».

#### 1785
À la séance du 8 mai 1785, le président signale que « la dépense annuelle et forcée excède la recette de 233 livres » ; l'assemblée décide alors « d'augmenter la contribution annuelle de chaque associé de 6 livres, et de la porter à 18 livres au lieu de 12 livres et ce à commencer du premier de ce mois. » Elle admet ensuite M. Étienne Bigot à la place de M. Letourneurs, décédé.

#### 1786
Les préoccupations financières avaient empêché le président d'ordonner le raccommodage du jeu de boules. À la me époque, le propriétaire du jardin, M. Berset d'Argentré, exigeait que le prix de location fût porté de 400 livres à 600. Les associés étaient sans doute attachés au jardin où ils avaient déjà passé plus de vingt années, et il leur en eût coûté de le quitter. En la même séance, ils remplaçaient M. Sauvage de la Martinière par MM. Gougeon de la Thébaudière et Courte de la Goupillière, élus à égalité de voix, ce qui portait le nombre des associés au chiffre de quatre-vingt-un.

#### 1787
M. Turpin de la Bertinière étant décédé, on le remplaça, le 15 avril 1787, par Louis Sauvage de la Ville.

#### 1788
En 1788, Charles Frin du Guiboutier, maire de Laval, remplace M. Gougeon de la Thébaudière, démissionnaire ; M. Douard de Vauraimbault, de retour de Paris, réclame la place vacante par le décès de M. de la Porte-Méral, faveur qui lui avait été déjà accordée en 1764 lorsqu'il revint d'Amérique : la société fait droit à sa demande et le dispense de payer de nouveaux « deniers d'entrée » ; en 1789, à M. Letourneur du Teilleul, décédé, succèdent Jean-Baptiste Le Clerc de la Roussière et Jean-René Martin de la Blanchardière élus à égalité de suffrages.
L'hiver de 1788-89 est très rigoureux. Le 11 janvier 1789, M. Martin de Ligonnière expose à la société, formée en assemblée extraordinaire, la misère excessive à laquelle les pauvres étoient réduits par la rigueur du froid et le défaut de travail ; il dit que la Société de la place du Palais vient de voter une contribution aux aumônes publiques. Il demande à l'assemblée :
1. Si elle veut y contribuer en corps ;
2. Quelle serait en ce cas la quote-part de chaque associé ;
3. En quelles mains serait remise cette contribution.

La Société décide immédiatement que la contribution sera de six livres par associé, que la somme sera remise aux commissaires des paroisses chargés de faire aux pauvres la distribution des aumônes recueillies, qu'elle sera répartie dans la proportion des trois cinquièmes pour la Trinité et des deux cinquièmes pour Saint-Vénérand. Ce fut l'aumône de la société qui venait s'ajouter à celle que chaque associé avait le devoir de faire en son particulier.

#### 1790
En 1790, l'assemblée refuse la démission de MM. Duchemin de la Morinière, Duchemin de Boisjousse et Guérin de la Marche ; elle déclare être « trop attachée à la société des associés cy-dessus pour ne pas s'opposer à leur retraite. Quelques mois plus tard, on élisait sociétaires Jean de la Haye et de Cabannes à la place de M. du Préau, décédé, et de M. Pichot de la Graverie qui avait quitté Laval pour aller se fixer à Ernée : ce furent les dernières recrues. Personne ne se présente en 1791, et le registre ne mentionne que la nomination, qui se faisait tous les ans, des commissaires chargés de vérifier les comptes.

### Dissolution
Le 22 avril 1792, la société tient son assemblée générale annuelle ; elle décide à l'unanimité de « faire signifier juridiquement à M. Berset d'Argentré que l'intention de la société étoit d'abandonner le bail verbal de son jardin au premier mai 1793 » ; elle nomme une commission chargée d'examiner la situation financière et la compose de MM. Martin de Ligonnière, président, Delaunay du Fresne, Richard et Sauvage de la Ville.
Un mois après, le 22 mai, cette commission déclare qu'il y a lieu d'exiger pour cette dernière année une cotisation de 24 livres. Mais déjà les associés se dispersent, les signatures sont moins nombreuses à la suite des délibérations ; elles se modifient, elles s'abrègent. Le 23 avril le président fait au bureau municipal la déclaration exigée par le décret du 29 juillet 1791 sur les sociétés.
Une feuille volante conservée dans le registre donne l'état des recettes et des dépenses de la société au moment de sa dissolution
Le 28 avril 1793, les associés se réunirent pour la dernière fois; ils n'étaient pas nombreux : le registre ne porte que les noms de MM. Martin de Ligonnière, Frin, Delaunay du Fresne, Courte de Vilcler, Letourneurs de la Mouette, Letourneurs du Teilleul, Richard l'aîné, Richard de la Mitrie, Goupel de Beauvais, d'Abert, Gaultier de Vaucenay, de Lavarenne, Guays, de Bussy, Choquet, Gabriel-Charles Perier de Lhommeau, Foucault de Laubinière.
Une vente publique, sans doute, dispersa les meubles, les livres et les jeux de la société du jardin Berset. Quelques mois plus tard, en effet, le Comité révolutionnaire de Laval considérant que des sociétés connues sous le nom de jardins et sociétés particulières sont l'asile des égoïstes et des aristocrates, que c'est là qu'ils conspirent la perte du peuple et calculent froidement les moyens de l'affamer et d'exciter son mécontentement par le surenchérissement des denrées au mépris de la taxe, arrête qu'il sera fait une affiche pour dissoudre toutes ces sociétés particulières, maisons et jardins, tels que la Béraudière, le jardin Hubert, Beau-Soleil, etc., etc.

## Bibliothèque
Les procès-verbaux des délibérations nous ont gardé les titres de quelques gazettes qui étaient lues : On fera venir les mercures et journaux lit-on dans le procès-verbal de l'assemblée du 24 février 1765 : il s'agit des gazettes de France et de Hollande, du Journal de Verdun et du Mercure, prescrits aux statuts. Le 5 mai 1771, on décide de ne plus faire venir les mercures et journaux passé l'année présente et qu'au lieu et place des journaux et mercure, les Gazette de Leyde, Courrier de Monaco et Les Affiches de Paris y seront substitués.
L'année suivante, on reprend le Mercure, le Journal encyclopédique et le Journal historique. En 1780, on achète un dictionnaire géographique et un almanach de la marine ; en même temps on commande un « dressoir fermant de clef pour ramasser les livres ». On lisait beaucoup, et la Société du jardin Berset dut un jour — le 23 décembre 1770 — décréter que « tous ceux qui seront convaincus d'avoir emporté quelques papiers, mercures, journaux, généralement toutes choses appartenantes à la dite société seront exclus ipso facto ». Il existait alors à Laval une sorte de gazette à la main, dont les copies circulaient entre les diverses sociétés, et dont les nouvelles défrayaient les conversations des salons lavallois,.

## Franc-maçonnerie
La loge Les Amis unis de Laval s'établit à Laval au mois de décembre 1785 avec des statuts imprimés. Ces statuts comportent un chapitre consacré au « travail de la table » ; on leur recommande d'y porter le toast de Roi, de la Reine, de la famille royale, et « de la Reine de Naples, protectrice des maçons persécutés ». Plusieurs associés du jardin Berset figurent parmi les fondateurs et les signataires des statuts.

## Présidents
- François Martin de la Blanchardière (1763-1769)
- François Charles d'Aubert de Launay (1769-1773)
- Foucault de la Morinière (1773-1783)
- François Martin de Ligonnière (1783-1793)